# Nelima kansuensis
Nelima kansuensis is een hooiwagen uit de familie Sclerosomatidae.